# Therates nagaii
Therates nagaii (лат.) — вид жуков-скакунов рода Therates из семейства жужелицы (Carabidae).

## Распространение
Мьянма (Kachin).

## Описание
Длина от 5,8 до 7,5 мм. Тело с металлическим блеском. От близких видов отличается желтоватой брюшной стороной и сочетанием окраски надкрылий. Голова блестящая зеленовато-чёрная. Мандибулы желтоватые, зубцы по краю буроватые. Верхняя губа одинаковой ширины и длины, желтоватая, с шестью вершинными зубцами и одним боковым зубцом. Губные и максиллярные щупики желтоватые. Наличник голый. Лоб гладкий. Переднеспинка блестящая зеленовато-чёрная, длиннее своей ширины, сужена спереди и сзади. Надкрылья блестящие чёрные с коричневато-жёлтыми отметинами. Брюшная сторона коричневато-жёлтая. Ноги желтоватые, голени и лапки несколько затемнены дистально. Эдеагус длиной до 1,3 мм.